# Die verwandelte Maus

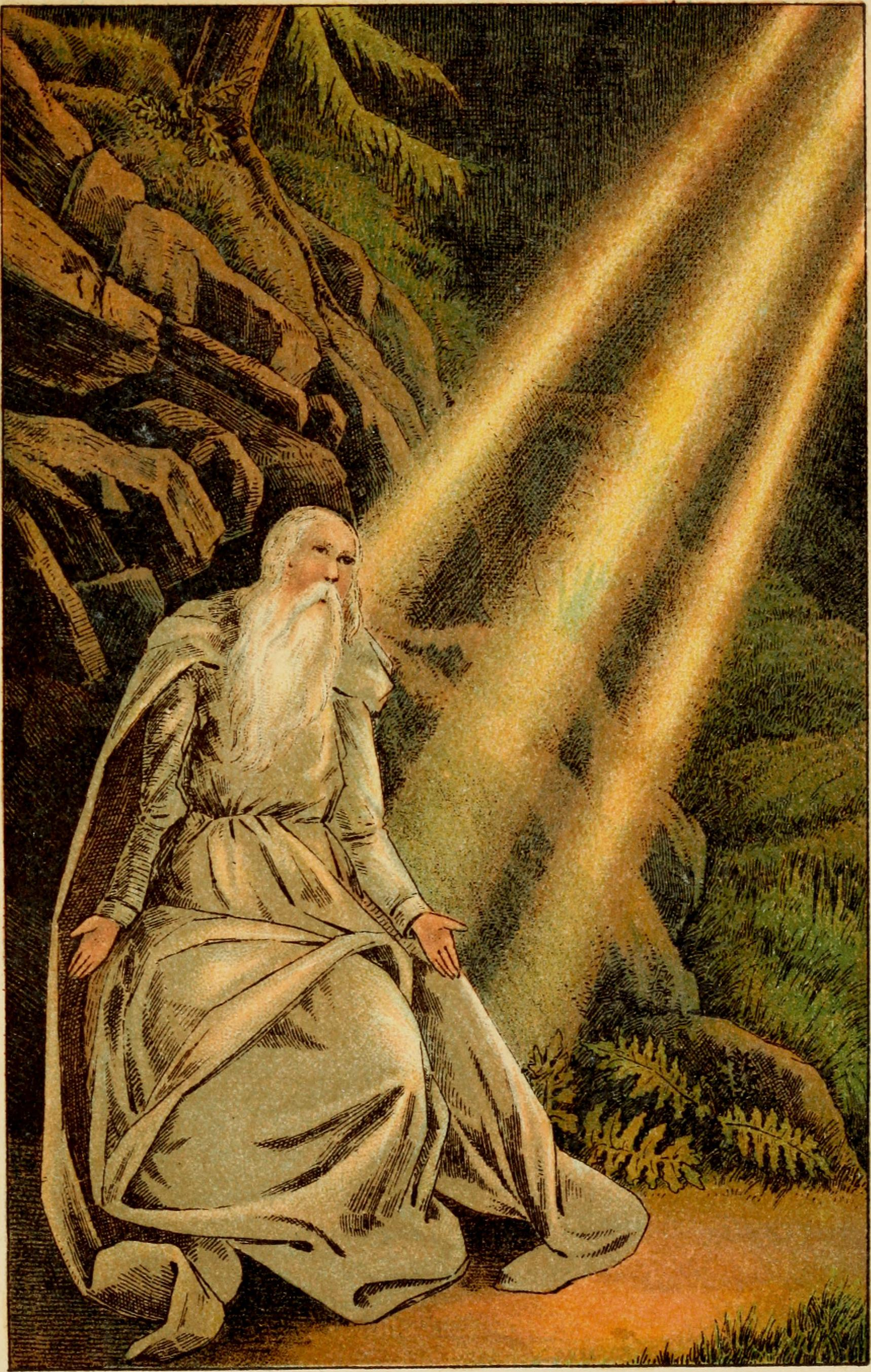
Illustration, 1890

Die verwandelte Maus ist ein Märchen (AaTh 2031 C). Es steht in Ludwig Bechsteins Märchensammlung Neues deutsches Märchenbuch an Stelle 43 und stammt aus Antonius von Pforrs Das Buch der Beispiele der alten Weisen (Kap. 5: Die Mausjungfrau, die sich den Mächtigsten zum Gatten wünschte).

## Inhalt
Ein Einsiedler zieht eine Maus, die einem Sperber aus den Krallen fiel, als Tochter auf. Da sie „nur den höchsten Herrscher“ heiraten will, geht er zur Sonne, die schickt ihn zum Wolkenlenker, der zum Vater der Winde und der zum Berg. Der schließlich verweist auf die Maus, die in ihm Wohnungen baut. So wird das Mädchen in eine Maus zurückverwandelt und mit einem Mäuserich verheiratet.

## Herkunft
Das Tiermärchen erzählt, zumindest bei Bechstein, des Adlerkönigs Ratgeber, der nicht glaubt, dass der Rabe wirklich zu ihnen übergelaufen wäre. Es stammt wie die vorangehenden aus Antonius von Pforrs Das Buch der Beispiele der alten Weisen, einer Übertragung des indischen Panchatantra.

## Fernsehen
Vgl. die Zeichentrickserie Tao Tao, Folge 11 Die große Frage der kleinen Maus.